# Deriva dei continenti
La deriva dei continenti è una teoria geologica secondo la quale i continenti migrano, spostandosi analogamente a zattere galleggianti sullo strato inferiore della crosta terrestre.  
Fu introdotta nel 1912 da Alfred Wegener, il quale credeva che i continenti in passato fossero tutti uniti in un unico blocco e che, nel corso dei secoli, con il movimento interno della Terra, si siano pian piano allontanati. Nella scienza moderna la teoria della deriva dei continenti è stata migliorata e sostituita dalla teoria della tettonica delle placche. 
La litosfera è suddivisa in tanti frammenti definiti placche, che si muovono in varie direzioni. Le placche sono circa venti e hanno dimensioni più o meno diverse. Tra queste ve ne sono sette principali: 
- Placca nordamericana;
- Placca sudamericana;
- Placca africana;
- Placca euroasiatica;
- Placca indo-australiana;
- Placca antartica;
- Placca pacifica.

Le placche si spostano molto lentamente ma, nella scala dei tempi geologici, tali movimenti modificano il volto del nostro pianeta. Per comprendere le principali conseguenze dei movimenti delle placche, bisogna analizzare come quelle adiacenti interagiscano lungo i margini. 
- Margini divergenti: due placche adiacenti si allontanano l'una dall'altra. Allontanandosi, il magma che fuoriesce dal mantello solidifica e forma nuova litosfera. Questo processo, con il passare del tempo, può portare alla formazioni di nuovi oceani.
- Margini convergenti: due placche adiacenti si muovono l'una verso l'altra, Scontrandosi distruggono porzioni di litosfera che sprofonda nel mantello. Questo fenomeno è noto come subduzione.
- Margini trasformi: due placche si muovono in senso opposta l'una al fianco dell'altra. In questo modo non creano e non distruggono litosfera. Lungo questi margini, a causa dello sfregamento, vengono evidenziate le faglie.

Il movimento di ogni placca è indipendente ma influenza il movimento di quelle adiacenti. Le forze che permettono alle placche di muoversi sono i moti convettivi. All'interno della litosfera il calore non è distribuito in modo omogeneo: infatti, esistono zone più calde e zone più fredde. Il materiale più caldo sale dall'interno del mantello verso la superficie e, quando si raffredda, affonda nuovamente. Alcune parti di questo materiale riescono, però, ad attraversare la litosfera lacerandola. Il materiale che si raffredda dà vita ad un nuovo strato di litosfera.

## Origini della teoria

Come combaciano il Sudamerica e l'Africa

L'ipotesi che i continenti si siano spostati, e in particolare che si siano allontanati l'uno dall'altro, è piuttosto antica. Già nel 1590, il cartografo olandese Abraham Ortelius notava nel suo saggio Thesaurus Geographicus che il profilo delle coste dei continenti dimostrava chiaramente che essi si erano staccati l'uno dall'altro "per via di terremoti e inondazioni". L'idea di Ortelius fu ripresa da diversi autori nei secoli successivi (tra gli altri Franklin e Alexander von Humboldt). L'idea divenne ancora più attraente nel XIX secolo, quando lo studio dei fossili portò la prova del fatto che, per esempio, il Nordamerica e l'Europa avevano avuto in passato una flora comune. Sulla base di queste osservazioni, Eduard Suess giunse nel primo Novecento a ipotizzare l'origine dei continenti moderni dalla frammentazione di un antico supercontinente, il Gondwana. Tutti questi autori, pur avendo intuito il fenomeno della deriva dei continenti in sé, avevano però difficoltà a fornire una spiegazione coerente delle cause.
Nel 1910, il geologo statunitense Frank Taylor giunse a formulare l'idea dello scorrimento della crosta terrestre dalle alte latitudini a quelle basse dell'emisfero settentrionale. Egli si riferiva in modo particolare alla Groenlandia, che immaginava essere il residuo di un antico massiccio da cui si erano staccati, lungo fosse di spaccatura, il Canada e l'Europa settentrionale. Anche alla tesi di Taylor mancava un punto importante: il meccanismo che produceva lo spostamento delle masse continentali. La sua spiegazione, che faceva riferimento alle forze di marea verificatesi quando la Luna venne catturata dalla Terra, fu considerata fantasiosa dalla maggior parte dei suoi contemporanei, ma servì come importante ispirazione per Wegener. Un altro precursore, riconosciuto dallo stesso Wegener come autore di ipotesi simili alle sue, è stato Roberto Mantovani, un violinista nativo di Parma il quale nel 1878 aveva formulato una teoria che prevedeva la deriva dei continenti come conseguenza di una dilatazione globale della Terra.

## La teoria di Alfred Wegener

Animazione della separazione della Pangea

Alfred Wegener ebbe il merito di mettere insieme in modo minuzioso tutti gli elementi che potevano essere riconosciuti come prove indirette dell'antica origine comune dei continenti, e di formulare in merito una teoria dettagliata, completa di un tentativo di datazione. Le sue conclusioni furono comunicate per la prima volta in pubblico presso la Società Geologica di Francoforte sul Meno, il 6 gennaio 1912, in un intervento intitolato La formazione dei continenti e degli oceani in base alla geofisica. Pochi giorni dopo (10 gennaio) presentò le stesse idee presso la Società per il Progresso delle Scienze Naturali di Marburgo in un altro intervento dal titolo Gli spostamenti orizzontali dei continenti. La prima pubblicazione della sua teoria fu nel 1915, nel saggio Die Entstehung der Kontinente und Ozeane ("La formazione dei continenti e degli oceani").
Wegener sostenne che nel Paleozoico, e buona parte del Triassico, le terre emerse formavano un unico supercontinente, che battezzò Pangea, contrapposto a un unico superoceano, la Panthalassa. La frammentazione di Pangea era iniziata circa 200 milioni di anni fa. La prima spaccatura aveva contrapposto Laurasia (Europa, Asia e Nord America) e Gondwana (Sud America, Africa e Oceania). Ulteriori frammentazioni portarono alla suddivisione dei due supercontinenti, che gradualmente proseguì fino alla conformazione attuale. Wegener fece notare che in Africa e in America meridionale erano stati rinvenuti fossili di animali e di piante delle stesse specie, vissuti nella stessa epoca, che non avrebbero in alcun modo potuto attraversare l'Oceano, per esempio un rettile appartenente al genere Mesosaurus e una felce appartenente al genere Glossopteris. Questo fatto diventa facilmente spiegabile ipotizzando che fossero stati uniti tra loro. Egli studiò inoltre le tracce lasciate dagli antichi ghiacciai sulle rocce e dimostrò che India, Australia, Africa meridionale e America meridionale erano state coperte contemporaneamente dai ghiacci, presumibilmente prima della loro separazione.

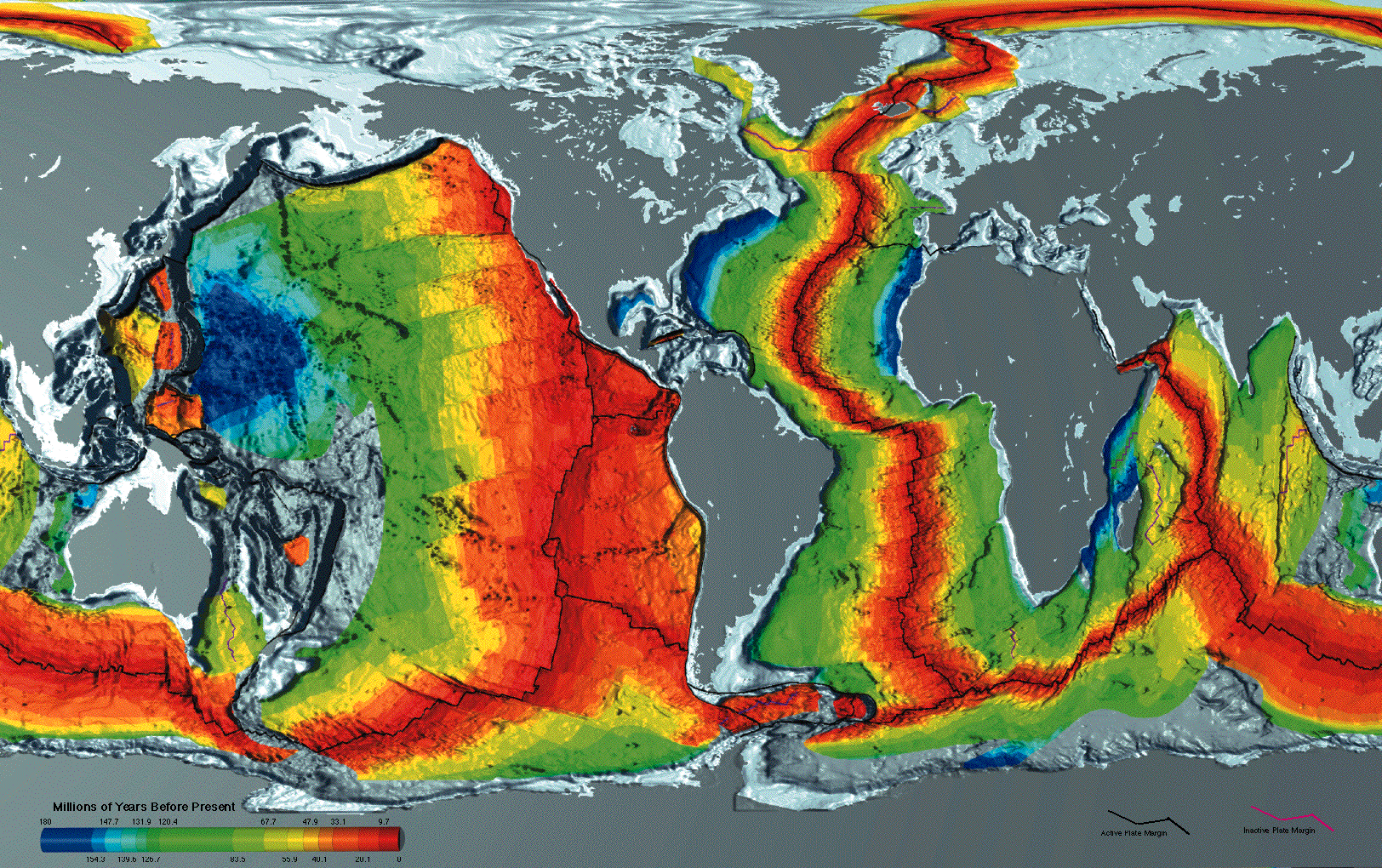
Età della crosta oceanica, rilevamento del 1996

Attingendo alle più recenti scoperte della geologia, Wegener spiegava questi fenomeni di "deriva" dei continenti descrivendo le terre emerse come enormi "zolle" di Si-Al che galleggiavano su una superficie anch'essa solida ma molto più malleabile, il Si-Ma, situato fra la discontinuità di Mohorovičić (40 km di profondità) e la discontinuità di Gutenberg (2900 km).
Ciò che mancava all'attenta osservazione di Wegener era una spiegazione di come tutto ciò fosse avvenuto e di quale fosse il "motore" in grado di spostare i continenti.

## Come si è modificata la crosta terrestre
Le zolle o placche che costituiscono la crosta terrestre si spostano di appena pochi centimetri ogni anno. Tuttavia, nei milioni di anni d'età del nostro pianeta, hanno percorso migliaia di chilometri, originando nuove dorsali oceaniche.
1. Neoproterozoico (1300 -700 milioni di anni fa): esiste il supercontinente Rodinia.
2. Neoproterozoico (700 -570 milioni di anni fa): frantumazione del supercontinente in otto continenti.
3. Cambriano (570 - 510 milioni di anni fa): i continenti sono alle latitudini tropicali venendo riuniti nei subcontinenti Gondwana esteso verso il Polo Sud e Laurasia esteso verso il Polo nord.
4. Devoniano (408 - 362 milioni di anni fa): i supercontinenti Laurentia e Gondwana si spostano verso latitudini maggiori, e questo si può osservare dal riscontro di fossili, quali i tilliti (di origine glaciale), che si possono formare solo a determinate temperature.
5. Carbonifero (362 - 290 milioni di anni fa): si sono formati tre continenti: Laurentia, Angara e Gondwana.
6. Triassico (245 - 208 milioni di anni fa): i tre continenti si sono uniti formando il supercontinente Pangea.
7. Giurassico (208 - 145 milioni di anni fa): la Pangea comincia a dividersi, la formazione della nuova dorsale oceanica provoca un generale innalzamento dei mari.
8. Cretaceo (145 - 65 milioni di anni fa): mari caldi e poco profondi ricoprono le aree pianeggianti adiacenti alla piattaforma continentale. I livelli delle acque superano quelli attuali di 25 metri.
9. Terziario (65 - 2 milioni di anni fa): la geografia del mondo è ormai riconoscibile; più tardi in questo periodo si verificando eventi importanti, come la formazione dell'Himalaya.

|  |  |  |  | - La Pangea - La situazione nel Triassico |